# آکو آکو (فیلم)
آکو آکو  یک فیلم مستند نروژی محصول سال ۱۹۶۰ است. این فیلم که پیوسته به کتاب آکو آکو نوشته تور هایردال است؛ توسط همان نویسنده ساخته شده و حاوی فیلم‌های معتبری از سفر او به جزیره ایستر طی سال‌های ۱۹۵۵ و ۱۹۵۶ است.
در سال ۱۹۵۵ هایردال برای اثبات نظریه خود مبنی بر اینکه مردم پلی‌نزی و جزیره ایستر از آمریکای جنوبی و نه از آسیا به غرب آمده‌اند؛ اردویی تحقیقاتی را به جزیره ایستر ترتیب داد. این اردوی تحقیقاتی نروژی شامل ۲۵ باستانشناس و یک عکاس ارشد به نام آرلینگ بود. آرلینگ همچنین در این فیلم رابطه بین اعضای اردوی تحقیقاتی و مردم محلی را به خوبی به تصویر کشید که می‌توانستند بگویند اسرار مجسمه‌ها را برای ۱۲ نسل می‌دانستند و می‌توانستند نشان دهد آنها چگونه کنده‌کاری و حمل می‌شوند.
این فیلم برای اولین بار در ۲۲ ژانویه در سینماهای نروژ به نمایش درآمد.